# 三浦勇雄
三浦 勇雄（みうら いさお、1983年2月25日）は、日本のライトノベル作家。北海道出身。弘前大学人文学部人間文化課程卒業。現在は札幌市在住。既婚で一児の父。

## 略歴
「クリスマス上等。」でMF文庫Jよりデビューし、第1回MF文庫Jライトノベル新人賞（メディアファクトリー主催）審査員特別賞を受賞。

## 作品
- 上等。シリーズ 全8巻（MF文庫J）
- 聖剣の刀鍛冶 全16巻（MF文庫J）
- 皿の上の聖騎士（ノベルゼロ）

文庫未収録
- ぼくらのプロローグ（MF文庫J evo 参加作品[2]）